# Ambrose Rookwood
Ambrose Rookwood, né vers 1578 et mort le 31 janvier 1606, est un membre du groupe d'Anglais catholiques qui a planifié le complot de la Conspiration des poudres en 1605. Ce complot vise à assassiner le roi protestant Jacques Ier pour le remplacer par un roi catholique. 

## Biographie
Rookwood est né dans une riche famille de catholiques récusants, et éduqué par les Jésuites en Flandre. Son frère aîné est devenu un moine franciscain et ses deux jeunes frères sont ordonnés prêtres catholiques. Rookwood, cependant, est lui devenu éleveur de chevaux. Il épouse la catholique lizabeth Tyrwhitt et a au moins deux fils.
Il est enrôlé dans le complot en septembre 1605 par Robert Catesby, un fanatique religieux dont l'impatience avec l'attitude du roi Jacques sur la question du traitement des catholiques anglais est devenu si importante qu'il conspire pour faire exploser la Chambre des Lords avec de la poudre à canon afin de tuer le roi et une grande partie de la hiérarchie protestante. Avec d'autres conspirateurs qu'il avait recruté, Catesby prévoit également d'inciter à une rébellion dans la région des Midlands par laquelle la fille du roi Jacques, la princesse Elizabeth, serait capturée et installée en tant que reine. L'écurie de Rookwood avec ses chevaux est essentielle pour la réussite du soulèvement.
L'explosion est planifiée pour coïncider avec la cérémonie d'ouverture du Parlement le 5 novembre 1605, mais l'homme chargé de l'allumage de la poudre stockée sous le bâtiment, Guy Fawkes, est découvert et arrêté. Rookwood fuit la ville et informe Catesby et les autres conspirateurs de l'échec de leur plan. Ensemble, les conspirateurs restants partent pour la Holbeche House dans le Staffordshire où le 8 novembre ils sont attaqués par le shérif de Worcester (en) et ses hommes. Catesby est tué, mais Rookwood survit et est emprisonné dans la Tour de Londres.
Rookwood et les autres survivants sont mis en accusation le 27 janvier 1606 au Westminster Hall. Plaidant non coupable, il aurait déclaré avoir aimé Catesby « au-dessus de tout homme de ce monde ». Après que sa demande de clémence est ignorée, il est pendu, traîné par une claie jusqu'à la potence et mis en quart le 31 janvier, dans la vieille cour du palais de Westminster.

## Culture populaire
- Dans la série Gunpowder, son personnage est interprété par Joseph Ringwood.
- Augustus Rookwood est un mangemort dans Harry Potter